# Aljona Lanskaja

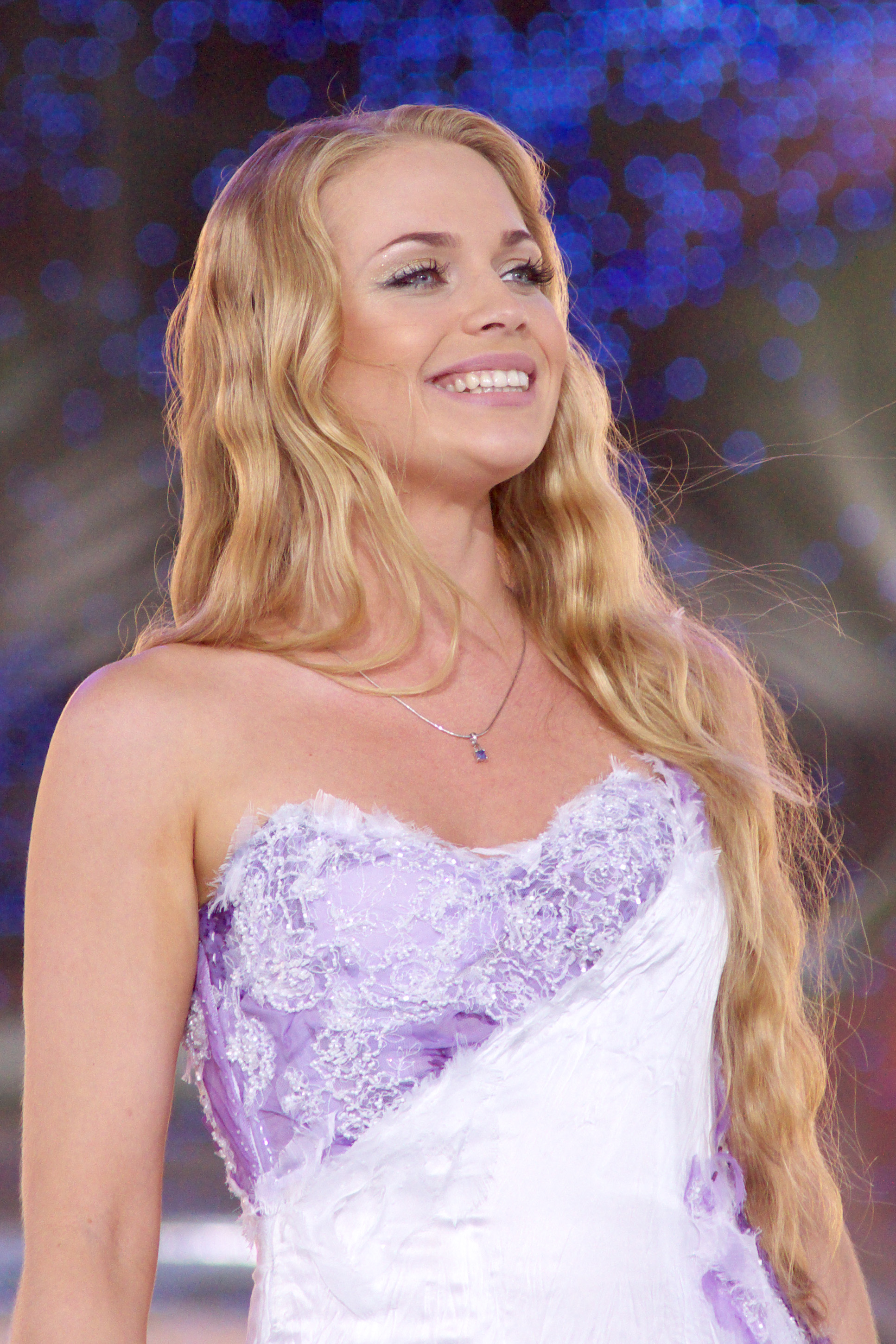
Aljona Lanskaja (2011)

Aljona Lanskaja (belarussisch Алёна Ланская, * 9. September 1985 in Mahiljou) ist eine belarussische Popsängerin.

## Leben und Karriere
Die schon vorher bei Gesangswettbewerben ausgezeichnete Sängerin gewann per SMS-Voting die Vorentscheidungsshow zum Eurovision Song Contest 2012 in Baku. Mit ihrem Popsong All My Life setzte sie sich gegen vier Mitbewerber durch. Als allerdings Proteste im Internet wegen angeblich gekaufter Stimmen immer zahlreicher wurden, ernannte Präsident Aljaksandr Lukaschenka persönlich die zweitplatzierte Gruppe Litesound zum Vertreter von Belarus beim Wettbewerb.
Am nationalen Vorentscheid Eurofest zum Eurovision Song Contest 2013 nahm sie erneut teil. Mit dem Titel Rhythm of Love konnte sie sich mit hohen Punktzahlen von Jury und Publikum gegen neun Konkurrenten durchsetzen und vertrat ihr Land 2013 in Malmö. Nach einer internen Wahl einer Jury des staatlichen Rundfunksenders BTRL wurde jedoch der Latin-Pop-Song Solayoh für den Wettbewerb ausgewählt, mit dem Lanskaja beim ESC 2013 das Finale erreichte und den 16. Platz belegte.
Für den ESC 2017 gab sie bekannt, dass sie erneut eine Teilnahme an der europäischen Musikshow anstrebe.

## Diskografie
Singles
- 2012: All My Life
- 2012: Rhythm of Love
- 2013: Solayoh
- 2013: You’re the Lucky One/Сказка о любви